# روبرت هوليداي
روبرت هوليداي هو سياسي أمريكي، ولد في 11 فبراير 1933، وتوفي في 28 فبراير 2014. انتخب عضو مجلس ولاية فيرجينيا الغربية ‏.